# Cruzeiro de São Julião
O Cruzeiro de São Julião está localizado na freguesia de Vila e Roussas, município de Melgaço, em Portugal, erguendo-se diante da Capela de São Julião.

## História
O cruzeiro esteve durante cerca de dois séculos nas Carvalhiças, no chamado Côto da Pedreira, a sua localização de origem, de onde foi removido para o Campo da Feira de Fora para que lá se construísse a capela de Nossa Senhora da Pastoriza no início do século XVIII. 
Depois de estar localizado no recinto da feira da Vila foi em 1867 transladado para o local atual.

## Caraterísticas
O cruzeiro, de feição gótica tardia, consta de um pequeno soco de três degraus quadrados, sobre o qual se eleva o conjunto da base, fuste e capitel.

## Classificação
Está classificado como Monumento Nacional desde 1926.